# Pamlény
Pamlény là một thị trấn thuộc hạt Borsod-Abaúj-Zemplén, Hungary. Thị trấn này có diện tích 12,43 km², dân số năm 2010 là 53 người, mật độ 4 người/km².